# Marvel One-Shots
Marvel One-Shots é uma série de curta-metragens diretamente em vídeo produzidos pela Marvel Studios, ambientados no Universo Cinematográfico Marvel, lançados de 2011 a 2014. Eles são incluídos como extras especiais nos Blu-rays dos filmes do UCM e lançamento em distribuição digital, mas não estão incluídos nas versões de DVD. Cada um dos curtas, que variam de 4 a 14 minutos, são projetados para ser uma história independente que fornece mais história de fundo para personagens ou eventos introduzidos nos filmes. Dois dos curtas foram a inspiração para séries de televisão ambientadas no UCM.
The Consultant (2011) e A Funny Thing Happened on the Way to Thor's Hammer (2011) estrela Clark Gregg como agente Phil Coulson e oferecem histórias independentes sobre um dia na vida de um agente da S.H.I.E.L.D.. Item 47 (2012) estrela Lizzy Caplan e Jesse Bradford como um casal sem sorte que encontram uma arma Chitauri descartada após os eventos de The Avengers. Agent Carter (2013) estrela Hayley Atwell como Peggy Carter após os eventos de Captain America: The First Avenger, enquanto All Hail the King (2014) estrela Ben Kingsley como Trevor Slattery após os eventos de Iron Man 3.

## Desenvolvimento
Em agosto de 2011, a Marvel anunciou que um par de curtas-metragens, projetados para serem histórias autônomas, seriam lançados diretamente em vídeo. O co-produtor Brad Winderbaum disse: "É uma maneira divertida de experimentar novos personagens e ideias, mas, mais importante, é uma maneira de expandir o universo cinematográfico da Marvel e contar histórias que vivem fora da trama de nossos longas". Os dois primeiros filmes foram feitos em conjunto com The Ebeling Group e foram dirigidos por Leythum e escritos por Eric Pearson. Winderbaum acrescentou que o nome da série de curtas, "Marvel One-Shots", foi derivado do rótulo usado pela Marvel Comics para o seus quadrinhos de one-shot.
O co-presidente da Marvel Studios, Louis D'Esposito, afirmou mais tarde que a Marvel estava considerando a ideia de introduzir personagens estabelecidos que talvez ainda não estejam prontos para exibir seus próprios longas-metragens em futuros curtas, afirmando: "Há sempre um potencial para introduzir um personagem. Temos 8.000 deles, e eles não podem estar todos no mesmo nível, então talvez haja alguns que não sejam tão populares, e os apresentamos [com um curta] - e eles decolam. Eu poderia ver isso acontecendo." Quando perguntado se um super-herói da Marvel jamais apareceria em um curta, D'Esposito respondeu que "Nós adoraríamos, mas é difícil porque há um custo para isso. "Se o Homem de Ferro está voando por aí fazendo alguma coisa, que é muito caro. E antes de tudo, qual é a história? É importante que esse super-herói esteja na história?".
Durante o painel de Agent Carter na San Diego Comic-Con Internacional de 2013, D'Esposito afirmou que trazer os curtas para os cinemas, para aparecer antes dos extras, estava sendo considerado. Em maio de 2014, foi revelado que um curta não seria lançado com a home media de Captain America: The Winter Soldier, e em outubro de 2014, foi revelado que o lançamento de Guardians of the Galaxy não incluiu um. O diretor de Guardians of the Galaxy, James Gunn, indicou que um curta não foi incluído com o filme devido à falta do espaço no disco.

## Filmes
| Filme                                              | Data de Lançamento      | Diretor          | Roteirista   | Produtor    | Lançamento em Blu-ray              |
| -------------------------------------------------- | ----------------------- | ---------------- | ------------ | ----------- | ---------------------------------- |
| The Consultant                                     | 13 de setembro de 2011  | Leythum          | Eric Pearson | Kevin Feige | Thor                               |
| A Funny Thing Happened on the Way to Thor's Hammer | 25 de outubro de 2011   | Leythum          | Eric Pearson | Kevin Feige | Captain America: The First Avenger |
| Item 47                                            | 25 de setembro de 2012  | Louis D’Esposito | Eric Pearson | Kevin Feige | The Avengers                       |
| Agent Carter                                       | 24 de setembro de 2013  | Louis D’Esposito | Eric Pearson | Kevin Feige | Iron Man 3                         |
| All Hail the King                                  | 25 de fevereiro de 2014 | Drew Pearce      | Drew Pearce  | Kevin Feige | Thor: The Dark World               |

### The Consultant(2011)

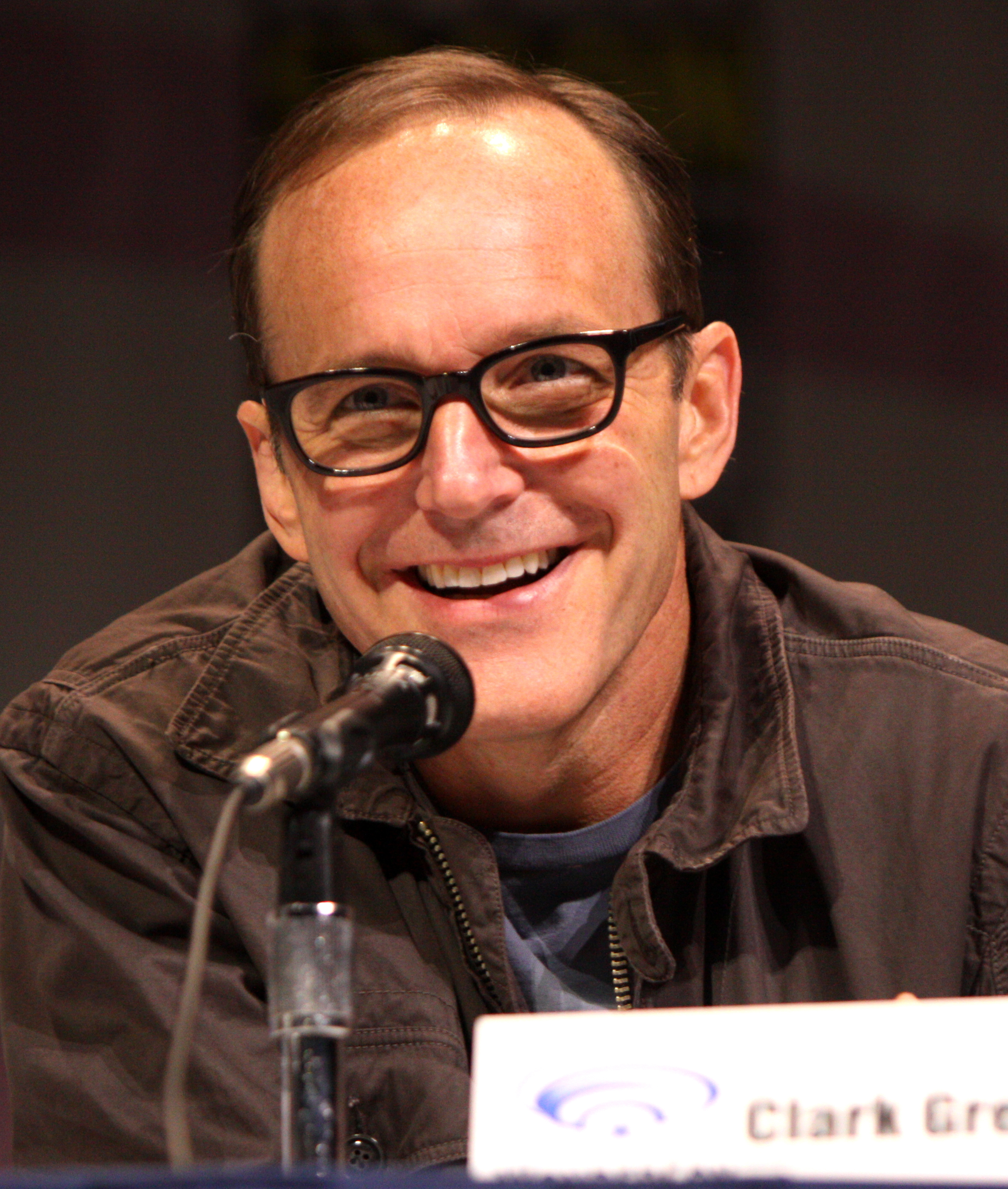
Clark Gregg reprisou seu papel dos filmes do UCM como o Agente Phil Coulson nos dois primeiros curtas

Após os eventos de Iron Man 2 e The Incredible Hulk, Phil Coulson informa Jasper Sitwell que o Conselho de Segurança Mundial deseja que Emil Blonsky seja libertado da prisão para se juntar à Iniciativa Vingadores. Eles o veem como um herói de guerra e culpam Bruce Banner pela devastação no Harlem. O Conselho ordena que eles enviem um agente para pedir ao General Thaddeus "Thunderbolt" Ross para libertar Blonsky sob custódia da S.H.I.E.L.D.. Como Nick Fury não quer libertar Blonsky, os dois agentes decidem enviar um bode expiatório para sabotar a reunião. Por insistência de Sitwell, Coulson relutantemente envia "O Consultor": Tony Stark. Como parcialmente retratado na cena pós-créditos de The Incredible Hulk, Ross está sentado bebendo em um bar, quando ele é abordado por Stark, que irrita Ross tanto que ele tenta retirar Stark do bar. Em resposta, Stark compra o bar e agenda para ser demolido. No dia seguinte, Coulson informa a Sitwell que seu plano funcionou e que Blonsky permanecerá na prisão.
Durante a San Diego Comic-Con, a Marvel anunciou que The Consultant iria aparecer exclusivamente no Blu-ray de Thor, lançado em 13 de setembro de 2011. Foi dirigido por Leythum e escrito por Eric Pearson, com trilha de Paul Oakenfold. O curta foi filmado em 2–3 dias. Clark Gregg e Maximiliano Hernández voltam para interpretar o agente Phil Coulson e o agente Jasper Sitwell, respectivamente, dos filmes. Eles se juntam, por meio de imagens de arquivo, a Robert Downey Jr. como Tony Stark / O Consultor, William Hurt como General Thaddeus "Thunderbolt" Ross e Tim Roth como Emil Blonsky em sua forma de Abominável. O coprodutor Brian Winderbaum disse que os produtores "queriam pintar um quadro da S.H.I.E.L.D. controlando tudo e sendo responsáveis por alguns dos eventos vistos nos filmes. Que personagem melhor para representar essa ideia do que o Agente Coulson, o primeiro agente da S.H.I.E.L.D. que fomos apresentados no primeiro filme do Homem de Ferro?". Gregg disse que foi informado sobre o programa do curta-metragem no mesmo telefonema que o avisou que Coulson morreria em The Avengers. O ator percebeu que os curtas poderiam fornecer mais informações sobre Coulson, para "construir o relacionamento do público [com] ele" antes de sua morte impactante. O Consultor foi escrito após A Funny Thing Happened on the Way to Thor's Hammer, devido a este ocupar 80% do orçamento que a Marvel reservou para os dois curtas, deixando um orçamento restante "para dois caras conversando". Para ajudar com isso, Pearson incluiu Sitwell no curta, que teve um papel menor em Thor, e fez com que ele e Coulson "pensassem em uma maneira de lidar com essa burocracia política da Iniciativa Vingadores".

### A Funny Thing Happened on the Way to Thor's Hammer(2011)
Ambientado antes dos eventos de Thor, Phil Coulson para em um posto de gasolina a caminho de Albuquerque, Novo México. Enquanto Coulson compra lanches nos fundos da conveniência, dois ladrões entram e exigem o dinheiro do caixa. Quando os ladrões perguntam quem está com o carro do lado de fora, Coulson se revela, entrega suas chaves e se oferece para entregar sua pistola também. Enquanto ele entrega a arma, Coulson distrai os ladrões e derruba os dois homens em segundos. Ele então paga normalmente pelos lanches, enquanto sutilmente aconselha a funcionária a não mencionar seu envolvimento com a polícia e vai embora.
A Funny Thing Happened on the Way to Thor's Hammer foi lançado no Blu-ray de Captain America: The First Avenger em 25 de outubro de 2011. Foi dirigido por Leythum e escrito por Eric Pearson, com trilha de Paul Oakenfold. A Funny Thing ... foi filmado em 2–3 dias. O curta é estrelado por Clark Gregg reprisando seu papel como Agente Phil Coulson, e serviu para mostrar Coulson como "mais do que apenas um burocrata chato" da S.H.I.E.L.D.

### Item 47(2012)
Bennie e Claire, um casal sem sorte, encontram uma arma Chitauri descartada ("Item 47") que sobrou do ataque à cidade de Nova York em The Avengers. O casal a usa para roubar alguns bancos, chamando a atenção da S.H.I.E.L.D., que designa os agentes Sitwell e Blake para recuperarem a arma e "neutralizar" o casal. O agente Sitwell rastreia o casal até um quarto de motel que é destruído no confronto subsequente, e o dinheiro roubado é destruído. Em vez de matar o casal, Sitwell os convida a se juntarem a S.H.I.E.L.D., com Bennie designado para o 'think tank' de P&D para fazer a engenharia reversa da tecnologia Chitauri e Claire se tornando a assistente de Blake.
Item 47 foi lançado no Blu-ray de The Avengers em 25 de setembro de 2012. O filme é estrelado por Jesse Bradford e Lizzy Caplan como Bennie e Claire, respectivamente. O filme também tem o retorno do Agente Sitwell, interpretado por Maximiliano Hernández, e apresenta o Agente Blake, interpretado por Titus Welliver. Foi dirigido pelo co-presidente do Marvel Studios, Louis D'Esposito, escrito por Eric Pearson e apresenta a trilha de Christopher Lennertz. O curta-metragem, que durou quatro dias, teve uma duração de 12 minutos, maior que os filmes anteriores, que não ultrapassaram 4 minutos. Pearson e D'Esposito tiveram a ideia para o curta depois de assistirem The Avengers e pensar, "Nova York está uma bagunça. Deve haver armas por toda parte". Item 47 ajudou a inspirar a série de televisão, Agents of S.H.I.E.L.D.

### Agent Carter(2013)

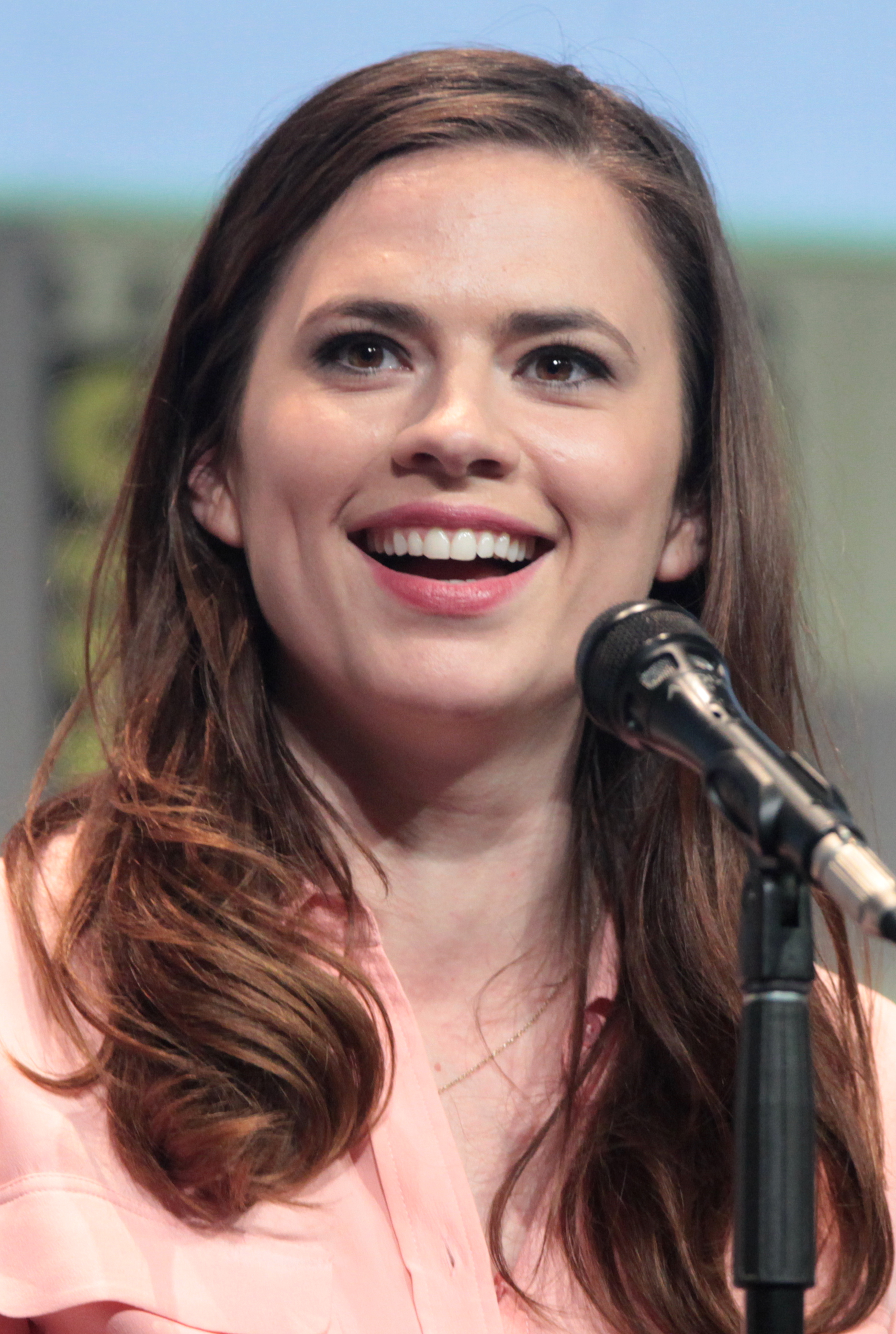
Hayley Atwell reprisa seu papel de Capitão América: O Primeiro Vingador, continuando a história de Peggy Carter.

Um ano após os eventos de Captain America: The First Avenger, a Agente Peggy Carter, agora membro da Reserva Científica Estratégica (SSR), está presa em uma mesa compilando dados em vez de trabalhar em casos de campo. Uma noite sozinha no escritório, a linha de casos toca, informando Carter da localização do misterioso Zodíaco. Ela vai até o local e consegue recuperar o soro sozinha. No dia seguinte, seu chefe, o agente John Flynn a repreende por não seguir os procedimentos adequados para completar a missão. Carter explica que a missão era urgente, mas Flynn não a ouve e a destrata como apenas uma "velha paixão" do Capitão América, que recebeu seu emprego atual por pena de sua perda. A linha de casos toca novamente, desta vez com Howard Stark do outro lado, que informa Flynn que Carter será a co-diretora da recém-criada S.H.I.E.L.D.. Em uma cena no meio dos créditos, Dum Dum Dugan é visto ao lado da piscina com Stark, maravilhado com duas mulheres vestindo biquínis que eram recém-criados na época.
Agent Carter, lançado no lançamento do Blu-ray de Iron Man 3 em 24 de setembro de 2013, assim como parte do lançamento para download digital em 3 de setembro de 2013, foi visto como uma boa maneira de fazer a ponte entre o primeiro filme e a sequência Captain America: The Winter Soldier. Anteriormente, o curta havia sido considerado para ser lançado em outros lançamentos de home video também. O curta mostra Hayley Atwell reprisando seu papel como Peggy Carter, junto com Dominic Cooper, Neal McDonough e Chris Evans reprisando seus papéis como Howard Stark, Timothy "Dum Dum" Dugan e Steve Rogers / Capitão América, respectivamente, com Evans aparecendo por meio de filmagens de arquivo. O curta apresenta Bradley Whitford como o Agente John Flynn e Shane Black como a Voz Desincorporada. Foi dirigido por Louis D'Esposito e escrito por Eric Pearson. O curta foi filmado em cinco dias, e reutilizou tomadas de efeitos visuais da Nova York dos anos 1940 de Captain America: The First Avenger para economizar dinheiro. Christopher Lennertz colaborou com D'Esposito novamente no curta, compondo a trilha. Ele também compõe a música para a série de televisão, Agent Carter, que está diretamente relacionada ao curta.

### All Hail the King(2014)

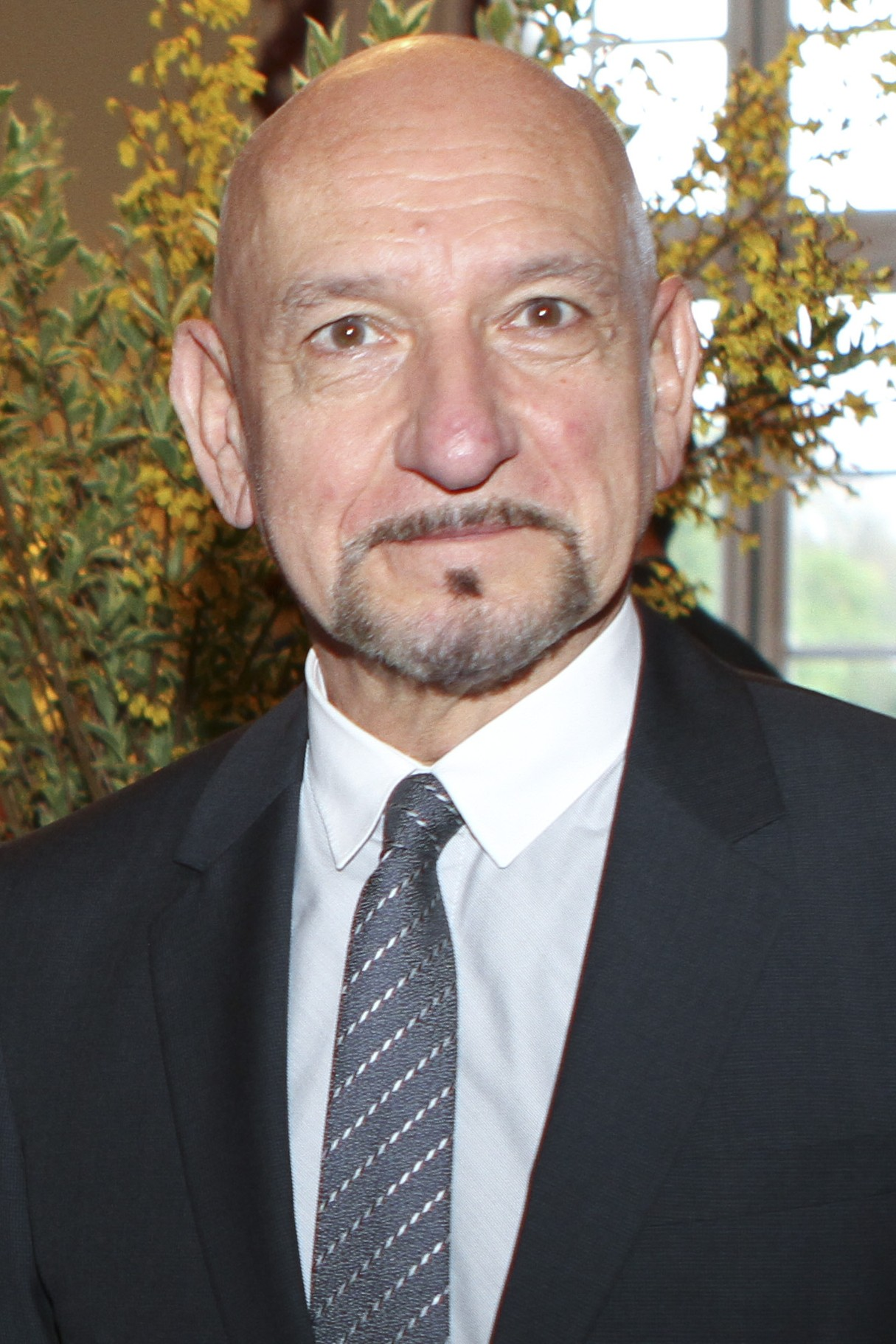
Depois que Ben Kingsley foi contratado para All Hail the King, outros membros da equipe também se juntaram ao projeto.

Trevor Slattery, tendo sido capturado no final de Iron Man 3, agora está detido na Prisão Seagate. Na prisão, ele vive luxuosamente, tendo seu próprio "mordomo" pessoal, Herman, além de outros presos que atuam como seu fã-clube e proteção contra outros presos. Olhando para a atenção que Slattery recebe no refeitório está Justin Hammer, que se pergunta o que o torna tão especial. Slattery é entrevistado por um documentarista, Jackson Norriss, para relatar os eventos da situação do Mandarim em Iron Man 3. Tentando aprender mais sobre Slattery pessoalmente, reconta seu passado de sua primeira escalação quando criança ao estrelar um piloto fracassado da CBS, Caged Heat. Norriss eventualmente informa a Slattery que sua interpretação irritou algumas pessoas, incluindo o verdadeiro grupo terrorista Dez Anéis, que Slattery não sabia que existia. Norriss conta a ele a história do Mandarim e do grupo terrorista, antes de revelar que ele é na verdade um membro do grupo. A verdadeira razão para Norriss entrevistar Slattery é tirá-lo da prisão para que ele possa conhecer o verdadeiro Mandarim. Ao ouvir isso, Slattery ainda não tem ideia de todas as consequências de sua interpretação como Mandarim.
Em outubro de 2013, Ben Kingsley disse que estava trabalhando em um projeto secreto com a Marvel envolvendo "muitos membros da equipe que estavam envolvidos em Iron Man 3", mais tarde foi revelado ser o curta All Hail the King, que foi lançado no lançamento do download digital de Thor: O Mundo Sombrio em 4 de fevereiro de 2014 e em 25 de fevereiro de 2014 para o lançamento em Blu-ray. O filme é estrelado por: Ben Kingsley como Trevor Slattery, reprisando seu papel de Iron Man 3; Scoot McNairy como Jackson Norriss, um membro da organização terrorista Dez Anéis se passando por um documentarista; Lester Speight como Herman; e Sam Rockwell como Justin Hammer, reprisando seu papel de Iron Man 2. O curta foi escrito e dirigido por Drew Pearce, co-roteirista de Iron Man 3 e foi filmado em Los Angeles. Pearce e o produtor Stephen Broussard tiveram a ideia do curta durante a produção de Iron Man 3, para dar "uma nova visão" ao personagem Mandarim. A trilha para o curta foi composta por Brian Tyler, com a trilha das cenas de Caged Heat compostas pelo ícone da música da TV dos anos 1980, Mike Post.

## Elenco e personagens
| Personagem                   | The Consultant (2011)  | A Funny Thing Happened on the Way to Thor's Hammer (2011) | Item 47 (2012)         | Agent Carter (2013)    | All Hail the King (2014) |
| Introduzido nos filmes       | Introduzido nos filmes | Introduzido nos filmes                                    | Introduzido nos filmes | Introduzido nos filmes | Introduzido nos filmes   |
| ---------------------------- | ---------------------- | --------------------------------------------------------- | ---------------------- | ---------------------- | ------------------------ |
| Emil Blonsky Abominável      | Tim RothAV             |                                                           |                        |                        |                          |
| Peggy CarterMT               |                        |                                                           |                        | Hayley Atwell          |                          |
| Phil CoulsonDS MT            | Clark Gregg            | Clark Gregg                                               |                        |                        |                          |
| Timothy "Dum Dum" DuganMT    |                        |                                                           |                        | Neal McDonough         |                          |
| Justin Hammer                |                        |                                                           |                        |                        | Sam Rockwell             |
| Steve Rogers Capitão América |                        |                                                           |                        | Chris EvansA           |                          |
| Thaddeus Ross                | William HurtA          |                                                           |                        |                        |                          |
| Jasper SitwellMT             | Maximiliano Hernández  |                                                           | Maximiliano Hernández  |                        |                          |
| Trevor Slattery              |                        |                                                           |                        |                        | Ben Kingsley             |
| Howard StarkMT               |                        |                                                           |                        | Dominic Cooper         |                          |
| Tony Stark O Consultor       | Robert Downey Jr.A     |                                                           |                        |                        |                          |
| Introduzido nos One-Shots    |                        |                                                           |                        |                        |                          |
| Felix BlakeMT                |                        |                                                           | Titus Welliver         |                        |                          |
| John FlynnMS                 |                        |                                                           |                        | Bradley Whitford       |                          |
| Herman                       |                        |                                                           |                        |                        | Lester Speight           |
| Jackson Norriss              |                        |                                                           |                        |                        | Scoot McNairy            |
| Bennie Pollack               |                        |                                                           | Jesse Bradford         |                        |                          |
| Voz Desincorporada           |                        |                                                           |                        | Shane BlackV           |                          |
| Claire Wise                  |                        |                                                           | Lizzy Caplan           |                        |                          |

## Coleção
Todos os curtas da Marvel foram incluídos no disco-bônus do box "Marvel Cinematic Universe: Phase Two Collection", que inclui todos os filmes da Fase Dois do Universo Cinematográfico Marvel. Os curtas apresentam áudio com comentários, com Gregg fornecendo-os para The Consultant e A Funny Thing Happened on the Way to Thor's Hammer; D'Esposito, Hernandez, Welliver e Bradford em Item 47; D'Esposito e Atwell para Agent Carter; e Pearce e Kingsley em All Hail the King. A coleção foi lançada em 8 de dezembro de 2015.

## Recepção
Cindy White, do IGN, chamou The Consultant de "intrigante" e disse: "O diálogo rápido parece se encaixar perfeitamente com o que esperamos de um filme dos Vingadores Joss Whedonizado". Scott Chitwood, do ComingSoon.net, disse: "Considerando que um terço disso é uma repetição de uma velha cena de bônus e o outro 2/3 é Coulson sentado e conversando, isso é uma grande decepção".
R.L. Shaffer, do IGN, chamou A Funny Thing Happened on the Way to Thor's Hammer de "Divertido". Zachary Scheer, do Cinema Blend, disse: "O curta é tão banal quanto esse título. É cerca de quatro minutos de Coulson sendo um fodão, se a definição de 'fodão' é realizar acrobacias desnecessárias de ação em câmera lenta e, em seguida, fazer uma pausa para considerar algo que as pessoas normais considerariam – como qual donuts comprar".
Andre Dellamorte, do Collider, chamou Item 47 de "bobo". William Bibbiani, do Crave Online, disse: "O curta é em grande parte um sucesso: [Maximiliano] Hernandez, [Jesse] Bradford e [Lizzy] Caplan estão todos em boa forma, embora [Titus] Welliver pareça sobrecarregado com um pequeno diálogo estranho, particularmente em relação a Coulson, que não vende inteiramente". Spencer Terry, do Superhero Hype!, disse: "[Item 47] é facilmente o melhor que eles fizeram, e acho que pode ser atribuído a sua duração, visto que é três vezes maior do que os outros curtas. Com um tempo de duração mais longo, o curta-metragem não precisa se apressar para nos mostrar tudo o que deseja – temos uma compreensão clara tanto da perspectiva da S.H.I.E.L.D. dos acontecimentos e o ponto de vista dos ladrões".
Andy Hunsaker, do Crave Online, disse: "Agent Carter é um prazer divertido que pode abrir caminho para alguns filmes protagonizados por mulheres da Marvel e, se nada der, dá à personagem-título a despedida que ela merece". Scott Collura, do IGN, disse: "A Carter de Atwell é a super-heroína da tela grande que todos esperávamos. Ela arrasa muito nesse curta com tanta desenvoltura, usando não apenas força, mas também cérebro, e é tudo muito inteligente e divertido". Rosie Fletcher, da Total Film, disse: "Atwell é uma perfeita femme fatale-tornando-se-agente especial, e este curta estilo noir dos anos 40 parece ótimo e embala alguns momentos de ação eufórica". Com o lançamento de Agent Carter, sabendo que Item 47 resultou na criação de Agents of S.H.I.E.L.D., e que houve discussões sobre o curta de Agent Carter fazendo o mesmo para uma série focada em Peggy Carter, Graeme McMillan, do The Hollywood Reporter, sentiu que essas discussões "destacam o potencial do programa do curta One-Shot para o plano maior do estúdio". McMillan continuou, "Até agora, os curtas eram considerados pequenos e divertidos itens descartáveis cheios de easter eggs para acompanhar os próprios recursos principais. Se Agent Carter passar pelo processo de desenvolvimento, está claro que eles são muito mais para a Marvel como um todo – de muitas maneiras, eles são uma prévia do que está por vir".
Cliff Wheatley, do IGN, deu a All Hail the King uma nota 9,4 de 10. Ele disse que é "um retorno à adorável personalidade do infeliz Trevor e um passo à frente para o Universo Cinematográfico Marvel. Ele tem suas peculiaridades que devem satisfazer os amantes e haters de Trevor Slattery. Mas é a abordagem que Pearce adota com o material, desde as sequências de crédito no estilo filme de kung-fu até o tom alegre que toma uma virada repentina e chocante. Kingsley mais uma vez brilha no papel de Slattery, indiferente e ignorante, mas mais do que feliz em deslizar de volta para o modo Mandarim se isso agradar seus fãs adoradores. Pearce vai para algumas das mesmas piadas de Homem de Ferro 3 em uma espécie de forma referencial, mas não é nada muito prejudicial". Andrew Wheeler, do Comics Alliance, criticou a forma como a homossexualidade foi apresentada no curta, visto que foi a primeira tentativa do Marvel Studios de trazer conceitos LGBTQIA+ para o UCM.

## Possíveis projetos
Em maio de 2013, a DMG Entertainment declarou que estava considerando criar um curta-metragem, provisoriamente intitulado The Prologue, centrado no personagem de Wang Xueqi, Dr. Wu, de Homem de Ferro 3, que apareceu apenas 10 segundos do filme fora da China; Xueqi apareceu três minutos após o lançamento chinês do filme. The Prologue seria composto de sequências filmadas durante a produção de Homem de Ferro 3 e elaboraria Wu com o curta ambientado antes dos eventos de Homem de Ferro. A DMG acrescentou que eles não tinham certeza de como eles iriam lançar o curta, dizendo que os rumores de que The Prologue poderia ser lançado na televisão ou um futuro lançamento de um home video do UCM eram "especulações".
Em julho de 2013, D'Esposito disse ter considerado fazer curtas autônomos para vários personagens, incluindo Loki, um jovem Nick Fury, Pantera Negra, Ms. Marvel e Viúva Negra. Em relação a Loki, D'Esposito disse: "Estar em Asgard é muito difícil para nós fazermos em um curta. É apenas impossível para nós em termos de custo. O curta seria de 30 segundos, e acabou. Uma tomada de Loki em Asgard". Sobre Fury e Pantera Negra, ele comentou: "É muito complicado fazer: quem interpreta esses personagens? E desenhar o traje, fazê-lo ir ... Nós tentamos. Nós estávamos lá no desenvolvimento, e nós tentamos, mas eles foram muito difíceis para todas as razões que eu dei. E não queremos fazer algo pela metade porque não é bom para nós e não é bom para nossos fãs". Em fevereiro de 2014, Pearce mencionou outros curtas que ele tinha escrito que nunca foram realizados, incluindo aqueles baseados na Madre Superiora e no Ossos Cruzados, Jessica Jones e Controle de Danos.
Em maio de 2015, o presidente do Marvel Studios, Kevin Feige, afirmou que não havia "planos ativos para os curtas retornarem", mas acrescentou que o estúdio não se opunha a continuar a série, e já havia "um acúmulo de ideias" para potenciais curtas. Em setembro de 2015, Feige fez comentários adicionais sobre o retorno dos curtas, dizendo: "O universo é grande, e estamos passando a fazer três [longas-metragens] por ano, e não tenho certeza de quanto mais poderíamos fazer... [Assim] Nós falamos muito sobre [fazer mais curta-metragens]... Mas é tudo questão de achar o tempo e o lugar". Em junho de 2017, o ator do Homem-Aranha, Tom Holland, deu a entender que a Marvel estava planejando criar mais curtas. Naquele mês de outubro, Pearson deu a entender que a Marvel estava interessada em criar mais, acrescentando que tinha "uma pasta inteira cheia de outros curtas" que ele havia criado. Taika Waititi, diretor de Thor: Ragnarok, também afirmou que houve discussões para ressuscitar os curtas, criando um focado nos personagens Korg e Miek de Ragnarok. Feige também observou que os curtas poderiam potencialmente "se transformar em conteúdo extra criado antes do lançamento de um filme, em vez de para lançamento de entretenimento doméstico", observando o sucesso do curta Team Thor dirigidos por Waititi, que "foram muito divertidos e são bastante viáveis e, em algumas partes, ajudaram a redefinir Thor no que ele se tornou em Ragnarok de uma forma divertida. Portanto, pode haver oportunidades para mais coisas assim". Em abril de 2018, D'Esposito observou que a Disney esperava que a Marvel continuasse com os curtas, mas admitiu que o estúdio estava "tão ocupado" concentrando-se no aumento da produção de longas-metragens.